# Blažejov (stacja kolejowa)
Blažejov – stacja kolejowa w miejscowości Blažejov, w kraju południowoczeskim, w Czechach. Znajduje się na linii 229 Jindřichův Hradec – Nová Bystřice, na wysokości 530 m n.p.m..  

## Linie kolejowe
- 229: Jindřichův Hradec – Nová Bystřice